# 香港播出之日劇列表 (2007年)
2007年香港播出之日劇列表為在2007年香港播映過之日本電視劇列表，此列表僅列出首播的日本電視劇。
| 日期     | 劇名 (日文)                 | 日本電視台 | 香港電視台 | 主要演員                                                             | 網站                        | 日本播出季節       |
| -------- | --------------------------- | ---------- | ---------- | -------------------------------------------------------------------- | --------------------------- | ------------------ |
| 1月7日   | 天體觀測 （）               | KTV        | 無線劇集台 | 伊藤英明                                                             |                             | 2002 夏            |
| 1月8日   | 百年怪物語 （）             | CX         | 翡翠台     | 竹中直人                                                             | 網頁                        | 2002 夏            |
| 1月22日  | 格鬥教師 （）               | TBS        | 有線娛樂台 | 高橋克典                                                             |                             | 2006 冬            |
| 1月27日  | 電車男Deluxe最後之聖戰 （電車男 完結編） | CX         | 無線劇集台 | 伊藤淳史                                                             | 網頁 （页面存档备份，存于） | 2006 夏            |
| 1月29日  | 不能結婚的男人 （結婚できない男）         | KTV        | 明珠台     | 阿部寬                                                               | 網頁 （页面存档备份，存于） | 2006 夏            |
| 2月3日   | 黒い太陽 （）               | EX         | 無線劇集台 | 永井大                                                               | 網頁 （页面存档备份，存于） | 2006 夏            |
| 2月6日   | 美味求婚 （おいしいプロポーズ）               | TBS        | 有線娛樂台 | 長谷川京子                                                           |                             | 2006 春            |
| 3月3日   | 飛機阿姐 （CAとお呼びっ!）               | NTV        | 無線劇集台 | 觀月亞里沙                                                           | 網頁 （页面存档备份，存于） | 2006 夏            |
| 3月22日  | 我要做空姐 （アテンションプリーズ）             | CX         | 有線娛樂台 | 上戶彩                                                               |                             | 2006 春            |
| 4月6日   | 我要做空姐夏威夷特別篇 （アテンションプリーズ 特別編） | CX         | 有線娛樂台 | 上戶彩                                                               |                             | 2007 冬            |
| 4月10日  | 夠薑師姐 （アンフェア）               | KTV        | 有線娛樂台 | 篠原涼子                                                             |                             | 2006 冬            |
| 4月14日  | 女王直播室 （トップキャスター）             | CX         | 無線劇集台 | 天海祐希                                                             | 網頁 （页面存档备份，存于） | 2006 春            |
| 4月30日  | 戀愛有前途 （恋におちたら〜僕の成功の秘密〜）             | CX         | 有線娛樂台 | 草彅剛                                                               |                             | 2005 春            |
| 5月15日  | 鐵板少女 （鉄板少女アカネ!!）               | TBS        | 有線娛樂台 | 堀北真希                                                             |                             | 2006 秋            |
| 5月19日  | 華麗一族 （華麗なる一族）               | TBS        | 無線劇集台 | 木村拓哉                                                             | 網頁 （页面存档备份，存于） | 2007 冬            |
| 5月28日  | 變身特派員 （）             | EX         | 有線娛樂台 | 高橋克典                                                             |                             | 2003 夏            |
| 6月23日  | 為食神探 （）               | NTV        | 本港台     | 東山紀之                                                             |                             | 2006 冬            |
| 6月30日  | 東京鐵塔 （）               | CX         | 無線劇集台 | 速水直道                                                             | 網頁                        | 2007 冬            |
| 7月11日  | 東京朋友 （）               | CX         | 明珠台     | 大塚愛                                                               | 網頁 （页面存档备份，存于） | 2005 春            |
| 7月17日  | 愛情寶品 （）               | CX         | 有線娛樂台 | 伊東美咲、龜梨和也                                                   |                             | 2006 夏            |
| 7月28日  | 不信的時候 （）             | CX         | 無線劇集台 | 米倉涼子                                                             | 網頁 （页面存档备份，存于） | 2006 夏            |
| 7月30日  | 14歲媽媽 （）               | NTV        | 明珠台     | 志田未來                                                             | 網頁 （页面存档备份，存于） | 2006 秋            |
| 8月6日   | 變身特派員II （）           | EX         | 有線娛樂台 | 高橋克典                                                             |                             | 2005 冬            |
| 8月11日  | 非常外母玩女婿 （）         | TBS        | 無線劇集台 | 織田裕二                                                             | 網頁 （页面存档备份，存于） | 2007 春            |
| 8月12日  | 交響情人夢 （）             | CX         | 翡翠台     | 上野樹里、玉木宏                                                     | 網頁 （页面存档备份，存于） | 2006 秋            |
| 9月22日  | 奇幻世紀 （）               | CX         | 無線劇集台 | 黑木瞳、妻夫木聰、坂口憲二、堂本光一、松田聖子、廣末涼子、長谷川京子 | 網頁 （页面存档备份，存于） | 2005 春 ～ 2006 秋 |
| 9月30日  | 鬼嫁日記2 （）              | KTV        | 無線劇集台 | 觀月亞里沙                                                           | 網頁 （页面存档备份，存于） | 2007 春            |
| 10月13日 | 律政英雄之小鎮風雲 （）     | CX         | 翡翠台     | 木村拓哉                                                             | 網頁                        | 2006 夏            |
| 10月20日 | 超級特派員 （）             | NTV        | 無線劇集台 | 篠原涼子                                                             | 網頁 （页面存档备份，存于） | 2007 冬            |
| 11月24日 | 女帝 （女帝）                   | EX         | 無線劇集台 | 加藤羅莎                                                             | 網頁 （页面存档备份，存于） | 2007 夏            |
| 12月29日 | 14歲的教科書 （わたしたちの教科書）           | CX         | 無線劇集台 | 菅野美穗                                                             |                             | 2007 春            |
| 12月30日 | 父女七日變 （パパとムスメの7日間）             | TBS        | 無線劇集台 | 館廣                                                                 |                             | 2007 夏            |